# Polyrhachis agesilas
Polyrhachis agesilas är en myrart som beskrevs av Auguste-Henri Forel 1913. Polyrhachis agesilas ingår i släktet Polyrhachis och familjen myror. Inga underarter finns listade i Catalogue of Life.